# Kazachstan na Letnich Igrzyskach Olimpijskich 2000
Kazachstan na Letnich Igrzyskach Olimpijskich 2000 reprezentowało 130 zawodników, 86 mężczyzn i 44 kobiety.

## Zdobyte medale
| Medal  | Zawodnik                | Dyscyplina    | Konkurencja                       |
| ------ | ----------------------- | ------------- | --------------------------------- |
| Złoto  | Olga Szyszygina         | Lekkoatletyka | 100 m przez płotki                |
| Złoto  | Bekzat Sattarchanow     | Boks          | Waga piórkowa (do 57 kg)          |
| Złoto  | Jermachan Ibraimow      | Boks          | Waga lekkośrednia (do 71 kg)      |
| Srebro | Bułat Dżumadiłow        | Boks          | Waga musza (do 51 kg)             |
| Srebro | Muchtarchan Diłdabiekow | Boks          | Waga superciężka (+91 kg)         |
| Srebro | Aleksandr Winokurow     | Kolarstwo     | Kolarstwo szosowe, wyścig szosowy |
| Srebro | Isłam Bajramukow        | Zapasy        | Styl wolny, kategoria do 97 kg    |